# Tribune (architecture)
Pour les articles homonymes, voir Tribune.
La tribune est une galerie supérieure ouverte sur l'intérieur d'un édifice, et assez vaste pour qu'on puisse y circuler — ce qui la distingue du triforium.

## Architecture religieuse
Dans une église, un temple ou une synagogue, une tribune est une galerie située au-dessus des bas-côtés et ouverte sur la nef. Les fidèles qui s'y rassemblaient pouvaient assister aux offices. Quand une tribune était réservée au femmes, on parlait alors de matroneum. Les matroneums se rencontrent dans certaines églises paléochrétiennes, dans celles de certaines écoles romanes (lombarde et normande) et du premier âge gothique, ainsi que dans les synagogues. 
En architecture religieuse, dans les basiliques chrétiennes, la tribune est l'hémicycle où se tient l'évêque, ou l'abbé, entouré de son clergé[réf. nécessaire]. Au Moyen Âge, la tribune est la galerie haute située au-dessus des bas-côtés et ouvrant sur la nef par le triforium. Dans les églises médiévales, elles perdent leur fonction originale et deviennent des éléments purement architecturaux, placés sur les bas-côtés et ayant pour but de contenir la poussée de la nef centrale, au moyen de la demi-voûte qui les couvre. Dans les églises gothiques primitives, les matroneums sont l'un des quatre éléments qui constituent les murs intérieurs (avec l'arc, le triforium et la claire-voie), mais ils deviennent rares avec le développement de l'architecture gothique proprement dite.
La tribune peut aussi désigner la partie d'un jubé d'où l'on lisait les évangiles, ou encore le balcon où se trouve le buffet d'orgue.

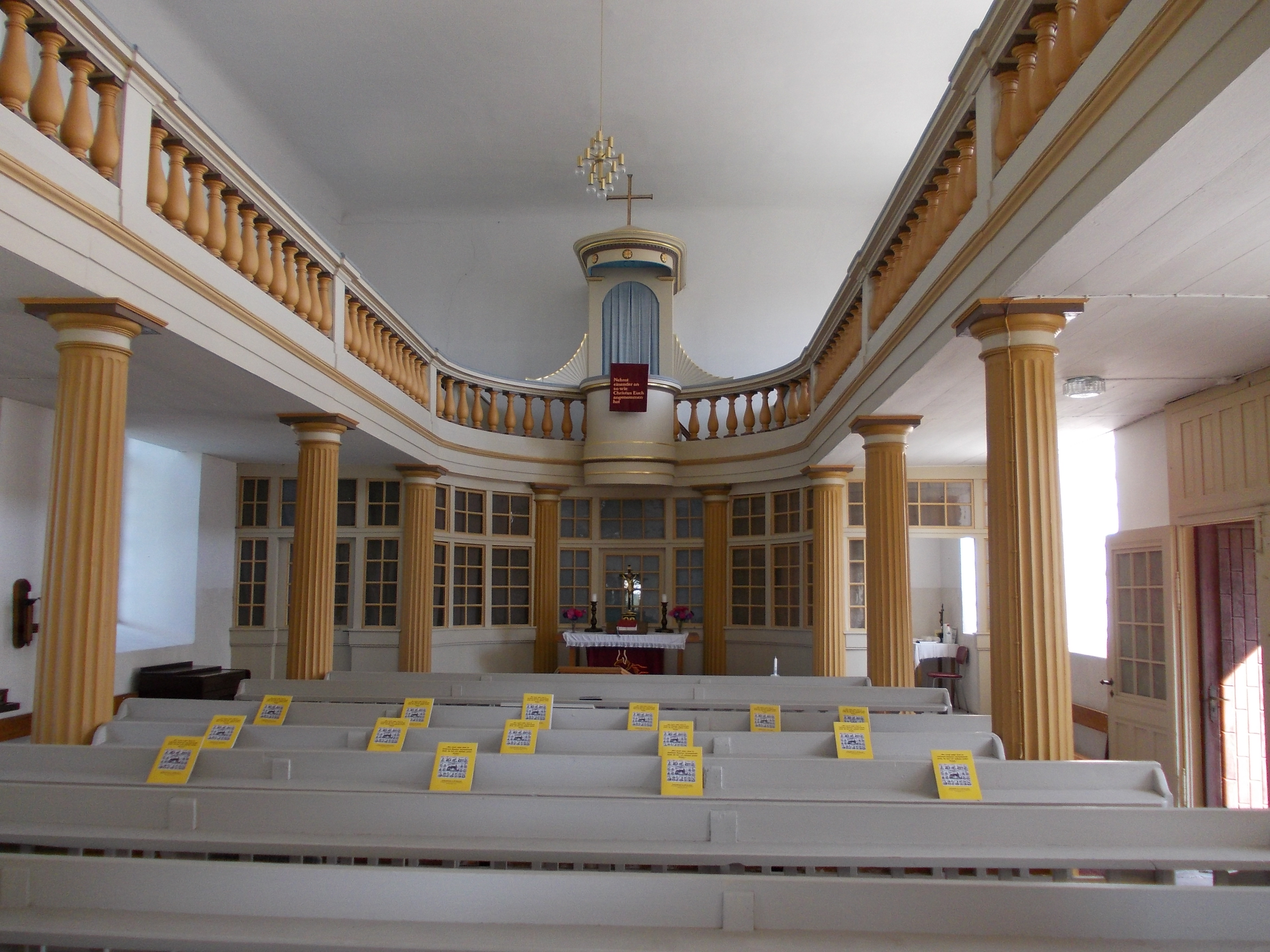
En Allemagne.
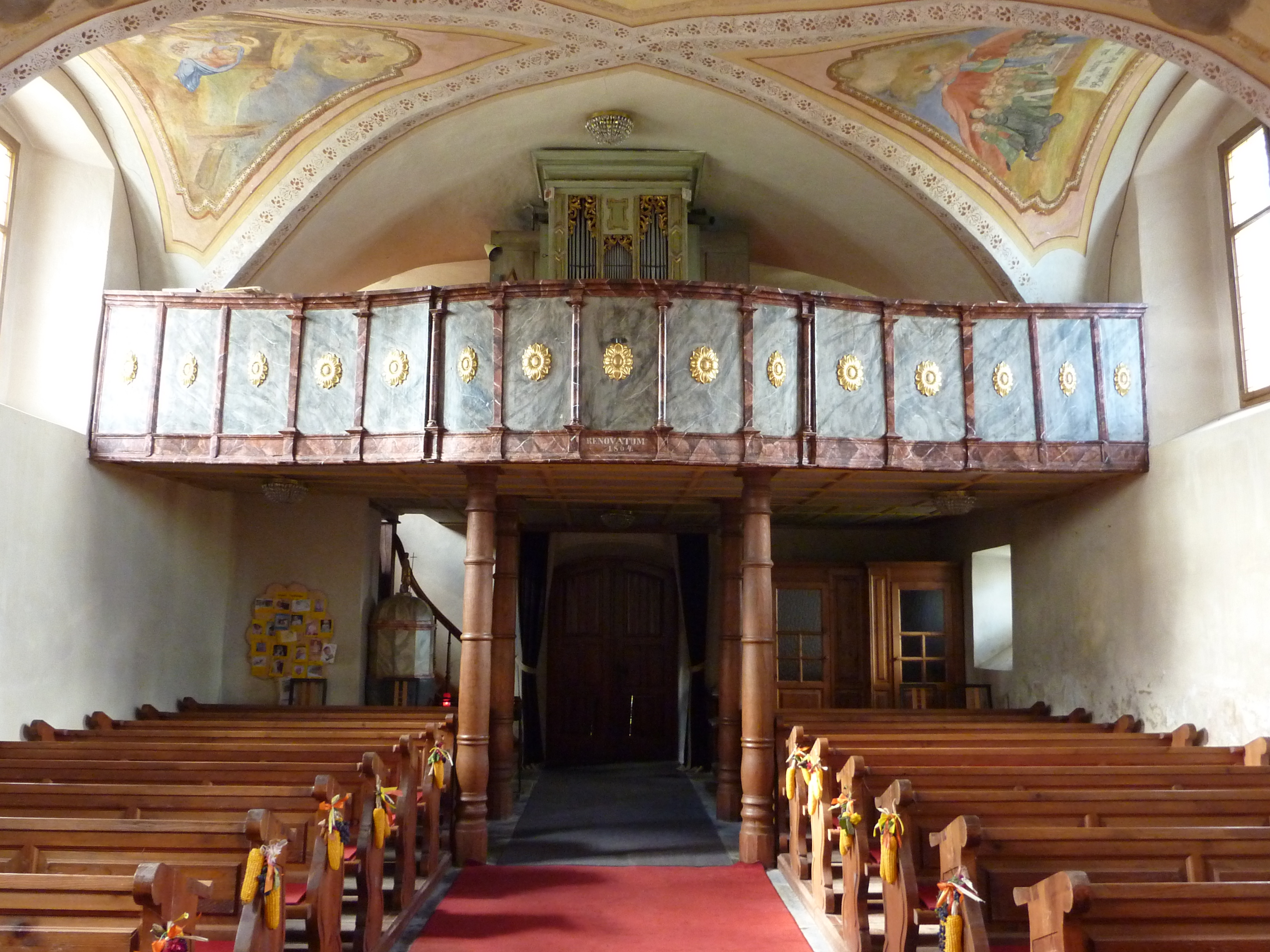
En Autriche.
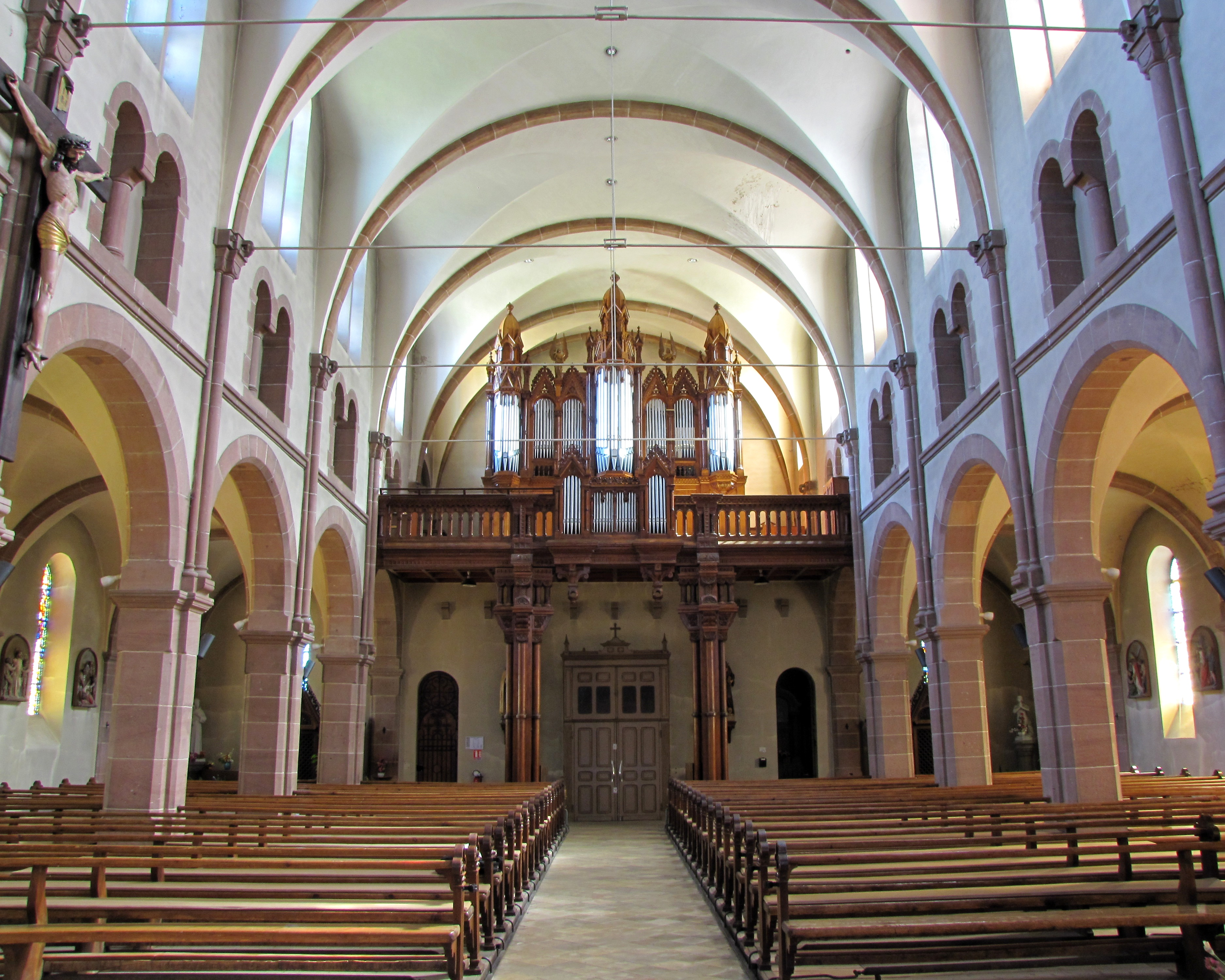
Église Saint Jean Baptiste de Buhl. Tribunes sur les bas-côtés et  tribune d'orgue au fond de la nef.
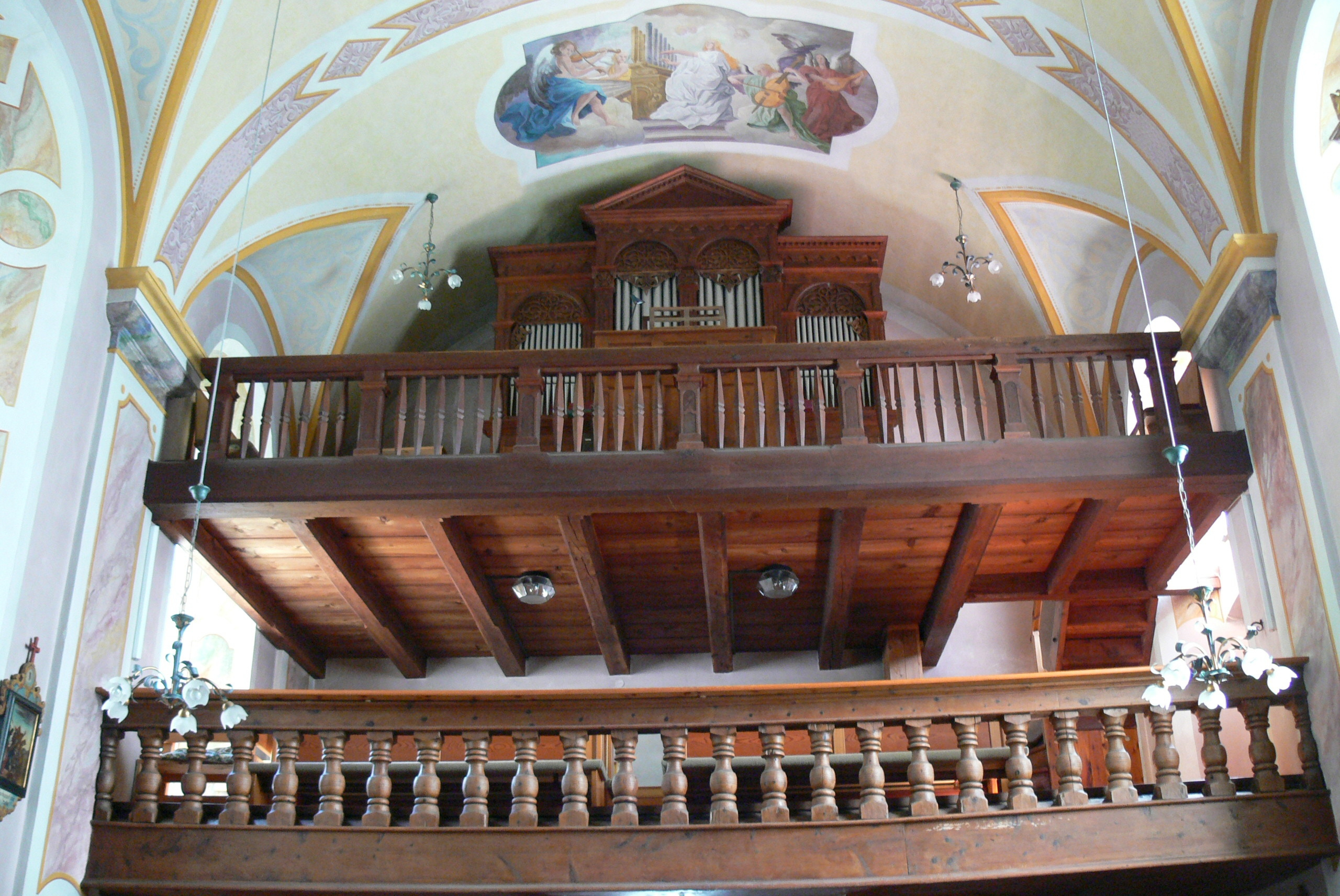
Tribune pour le buffet d'orgue. St. Katarina Kirche, Tyrol du Sud.
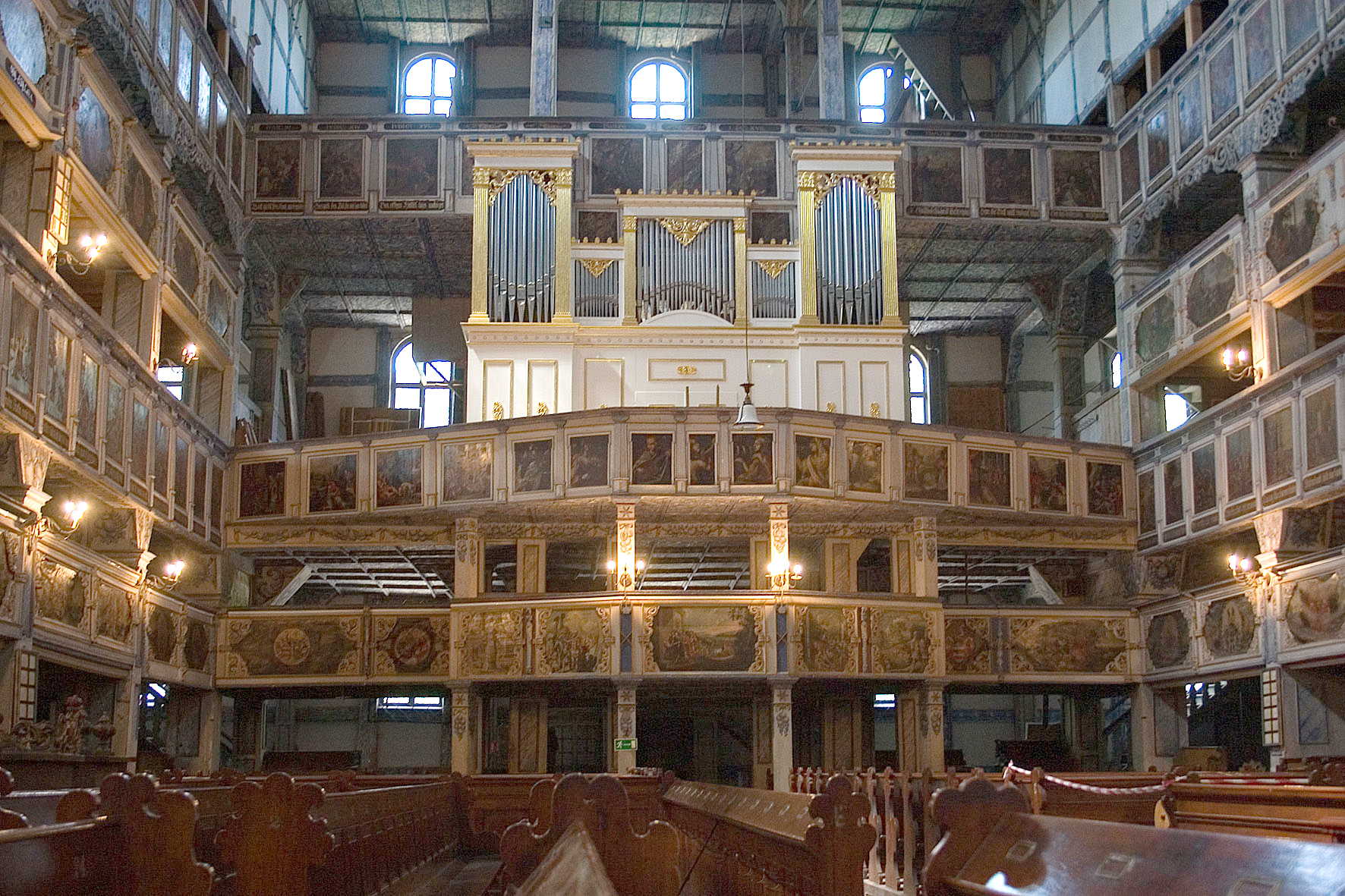
Tribune pour l'orgue. Jawor, Pologne.
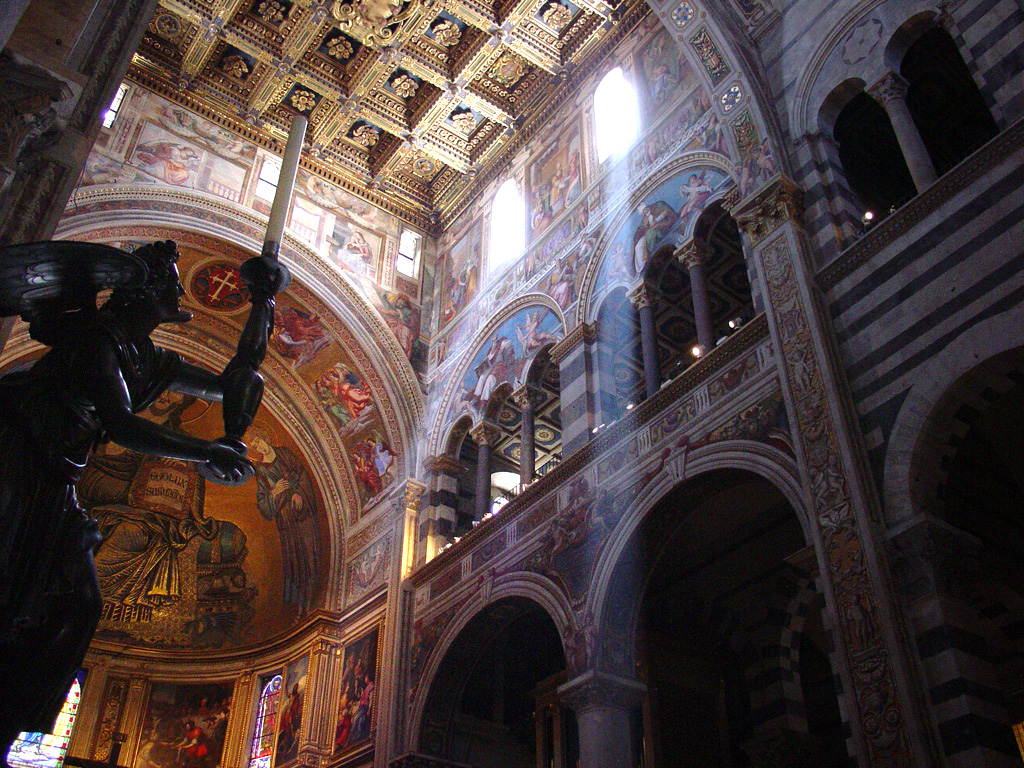
Le matroneum de la cathédrale de Pise.